# Bozzole
Bozzole é uma comuna italiana da região do Piemonte, província de Alexandria, com cerca de 293 habitantes. Estende-se por uma área de 9 km², tendo uma densidade populacional de 33 hab/km². Faz fronteira com Pomaro Monferrato, Sartirana Lomellina (PV), Torre Beretti e Castellaro (PV), Valenza, Valmacca.

## Demografia
| Variação demográfica do município entre 1861 e 2011                               |
|                                                                                   |
| Fonte: Istituto Nazionale di Statistica (ISTAT) - Elaboração gráfica da Wikipedia |